# Capitulaciones de Alfacar
Las Capitulaciones del municipio español de Alfacar, fueron firmadas en representación de los Reyes Católicos, por Hernando de Zafra, y por los alcaldes de las torres de dicho municipio, Mohamad Alfoaty y Yuca Mocatil, el 22 de diciembre de 1491, poniendo fin al asedio y sitio de la villa de Alfacar; con el objetivo de poder conquistar la codiciada plaza de Granada. Con la firma de dicho documento, además de entregarse la plaza conquistada y liberación de los prisioneros cristianos, se viene a establecer el nuevo estatus de la población musulmana que reside y va a seguir permaneciendo alojada en dicho lugar.
Dichas capitulaciones están firmadas por mandato de Fernando, por su secretario Hernando de Zafra.

## Texto íntegro de las Capitulaciones de Alfacar
1. En el primero, se acoge a los habitantes musulmanes como “vasallos é súbditos e naturales”; se les dejan “sus casas é faziendas” y se les concede la permanencia en su ley y ser juzgados por sus autoridades “con consejo de sus alcadís”, con todas las garantías de justicia, honra, “amparo é seguro é defendimiento Real” como corresponde a servidores y vasallos.
2. A quienes quisieran pasar “allende”, se les da todo tipo de garantías, según el orden recogido en la capitulación de la ciudad de Granada.
3. Se les garantiza total libertad de movimientos dentro de los “nuestros Reynos e señoríos”, así como en las transacciones comerciales, disposición de sus haciendas, etc.
4. No pagarán en los “puertos” más derechos que los cristianos.
5. Se les perdonan todos los delitos, aun los de sangre, cometidos en el pasado.
6. Se les conceden franquicias, por tres años, para veinte casas “quales ellos nombraren”.
7. Asimismo, para sembrar 170 cadahes de tierra y un molino de aceite de los alcaides citados, “sin las lleuar por las dichas tierras nin por el dicho molino cosa alguna”.
8. Se ordena la liberación de cuatro moros en poder de sendas personas principales, y
9. Se asienta que el cadí Abenmuza y Alí Mocatil sean alguaciles de Alfacar con todos los privilegios, “segund que fasta aquí”.